# Hinikissia Albertine Ndikert
Hinikissia Albertine Ndikert   (15 de setembre de 1992) és un atleta de pista i de camp txadiana que va competir internacionalment representant al Txad.
Ndikert va representar el Txad als Jocs Olímpics d'Estiu de 2008 a Pequín. Va competir als 100 metres llisos i es va situar 7a sense poder-se classificar per a la segona volta. Va recórrer la distància en un temps de 12,55 segons.
Per als Jocs Olímpics d'Estiu 2012 a Londres (Regne Unit), Ndikert va ser una de les tres membres escollides per a formar l'equip txadià, juntament amb Carine Ngarlemdana i Haroun Abderrahim. Tot i això, finalment Abderrahim no va formar part de l'equip, cosa que va significar que Ndikert va formar la meitat de l'equip representant al Txad, que va ser un dels dos únics equips formats únicament per dones als Jocs Olímpics d'estiu 2012.